# Градище (Опила)
Вижте пояснителната страница за други значения на Градище.
Градище (на македонска литературна норма: Градиште) е крепост, съществувала през Късната античност и Средновековието, разположена над паланечкото село Опила, Северна Македония. Обявена е за културно наследство на Северна Македония.

## Местоположение
Градище е разположено на 2 km северозападно от центъра на пръснатото село Опила, северно от махалите Билибайци и Бабунци, на северния ръб на долината на Крива река. Крепостта е на 90 m висок рид, чието южно чело пада стръмно към реката. Трите страни на рида са стръмни скали и е достъпен единствено от север през тясно седло. Под рида по Крива река минава пътят Скопие - Кюстендил, в миналото Скупи - Пауталия/Велбъжд.

## Античност
На рида и на западната падина има селище от късноантично време. Каменна стена, без хоросан, обхваща овално пространство с размери 180 х 120 m (1,5 ha). Стената прави дъга около северния край, а на другите страни се опира в скалите. От периода са открити керамика, питоси, монети от III до VI век. В края на Античността на най-високата част е изграден малък кастел с нова стена от камъни и хоросан с размери 120 х 60 m (0,5 ha). По средата се простира скалист хребет, в който са изсечени десетина правоъгълни помещения за живеене с врати, стълби и други. Подземен тунел, също вдълбан в скалата, е частично разкопан на западния ръб. От това време са и гробищата в подножието на рида. Разкопани са 60 гроба, датирани по накити и други предмети в V и VI век.

## Средновековие
Кастелът е добре запазен и в Средните векове, като е повторно населен. Открита е славянска огнищна керамика, много византийски монети - медни скифати от XII и XIII век и една жълтица (триенс) на Константин X Дука от средата на XI век. Ерозията е разкрила няколко късносредновековни гроба в скалата, а около 200 са разкопани в югозападното подножие.

## Идентификация
Опила е старо средище на Славището - долина по течението на Крива река. Според грамотата на император Василий II Българоубиец на Охридската архиепископия от 1019 година, една от енориите на Морозвишката епископия е Славище. Според Иван Микулчич без значение дали името Славище е било име на региона или на фрурион, църковното и административното седалище на региона в Средновековието е в Градището в Опила.